# Caesarem vehis
La locuzione latina Caesarem vehis, tradotta letteralmente, significa stai trasportando Cesare.
È la frase con la quale Cesare durante una burrasca esortò il capitano che pilotava la nave sulla quale si trovava, ricordandogli l'importanza del passeggero.

Si usa per incoraggiare quanti lavorano per una causa giusta e nobile.